# Polskie nieligowe rozgrywki w piłce nożnej

## Historia rozgrywek nieligowych na ziemiach polskich

### Przed I wojną światową i w trakcie jej trwania

#### Galicja
Początki rywalizacji o miano najlepszej męskiej drużyny piłkarskiej na ziemiach polskich (wówczas jeszcze pod zaborami) sięgają początku XX wieku, gdy to w Galicji zaczęto tworzyć pierwsze rodzime kluby futbolowe. Latem 1903 uczniowie lwowskich szkół – pod przewodnictwem swych opiekunów – wraz z byłymi członkami koła futbolistów Sokoła-Macierzy założyli dwa pionierskie zespoły: Lechię oraz I. LKPN "Sława" (przekształcony następnie w Czarnych), natomiast wiosną 1904 powstał Klub Gimnastyczno-Sportowy IV Gimnazjum (późniejsza Pogoń).
13 czerwca 1906 – po zakończeniu pokazowego dwumeczu w krakowskim Parku Jordana, w którym rywalami ekip gospodarzy ("przodowników" i "akademików") były lwowskie: Czarni i KGS IV Gimnazjum – doszło w "pod Wawelem" do utworzenia Akademickiego Klubu Footballistów (z czasem AKF "Cracovia"). We wrześniu 1906 "przodownicy" przyjęli nazwę "Biało-Czerwoni" (zwani też "drużyną Szeligowskiego" – od nazwiska założyciela), zaś w październiku 1906 Tadeusz Konczyński zorganizował na Błoniach turniej piłkarski, w którym oprócz wyżej wspomnianych, udział wzięło 14 innych zespołów – m.in. Czerwoni, II Szkoła Realna (po zakończeniu turnieju przyjęła nazwę Wisła – od niebieskiego koloru swoich strojów), Czarni, czy Gimnazjum Św. Anny. Zwyciężyli w nim Biało-Czerwoni, druga zaś była Cracovia.
Oprócz meczów i turniejów na szczeblu miejskim, rozgrywano w tym czasie również spotkania międzymiastowe, m.in.:
- 1906, 4 czerwca: Biało-Czerwoni Kraków – Czarni Lwów 0:2
- 1906, 4 czerwca: Akademicy Kraków – KGS IV Gimnazjum Lwów 0:4
- 1906, 30 września: Czarni Lwów – Biało-Czerwoni Kraków 0:1
- 1907, 1 lipca: Czarni Lwów – Cracovia 4:1

W latach 1910–1911 do Austriackiego Związku Piłki Nożnej (niem. Österreichischer Fußball-Verband – ÖFV), członka FIFA, należały m.in. Cracovia, Wisła, Czarni i Pogoń. 20 grudnia 1910 Wisła została zawieszona w prawach członka ÖFV, po czym wystąpiła z tego związku, zgłaszając swój akces do Union International Amateur de Football Association (UIAFA), kierującego się zasadą narodowości, a nie jak FIFA – państwowości. Zrzeszał on wówczas tylko trzy związki: amatorów Anglii, jedną z federacji francuskich oraz Czeski Związek Piłkarski. Kluby UIAFA były objęte bojkotem ze strony FIFA co oznaczało zakaz gry z nimi.
W maju 1911 Wisła zgłosiła inicjatywę utworzenia niezależnego Polskiego Związku Towarzystw Sportowych Piłki Nożnej (PZTSPN), tzw. Związku Footbalistów Polskich, do którego przystąpiło jedynie kilka klubów prowincjonalnych. Po zaledwie 2 miesiącach nastąpiło rozwiązanie PZTSPN i powrót drużyn pod patronat ÖFV.
Już wcześniej bo w 1910 na żądanie m.in. polskich klubów rozpoczęły się prace nad przekształceniem ÖFV w federację krajowych związków. 25 czerwca 1911 – z inicjatywy prezesa Cracovii – powołano Związek Polski Piłki Nożnej (ZPPN). Jako że Galicja wchodziła wówczas w skład monarchii austro-węgierskiej, ZPPN musiał być zrzeszony w ÖFV, ponieważ FIFA dopuszczała istnienie w jednym państwie jedynie jednego związku piłkarskiego (z wyjątkiem Wielkiej Brytanii, co było uzasadnione historią rozwoju futbolu). Był jednak w pełni autonomiczny. Zgodnie ze statutem Związku, jego siedzibą było miejsce zamieszkania prezesa, stąd początkowo był nią Kraków (pierwszym prezesem ZPPN był prezes Cracovii – Stanisław Kopernicki), a od 1912 – Lwów (Ludwik Christelbauer). ÖFV jako federacja krajowych związków funkcjonał od 3 września 1911.
W maju 1913 ZPPN zorganizował premierowe Mistrzostwa Galicji (klasy I), będące w pierwszymi oficjalnymi klubowymi mistrzostwami na ziemiach polskich. Miały one status mistrzostw kraju. Rywalizację wygrała Cracovia, przed Wisłą Kraków i Pogonią Lwów. Równocześnie ze zmaganiami klasy I prowadzono rozgrywki w klasie II. W 1914 rozgrywki przerwano z powodu wybuchu wojny – w tabeli prowadziła jednak Cracovia, przed Czarnymi, Pogonią i Wisłą.
Do 1914 w Krakowie, poza Cracovią i Wisłą, działały:
- Biało-Czarni, przekształceni później w Juvenię,
- Różowi (1907) skupiający młodzież z V Gimnazjum,
- Makkabi Kraków (1909],
- AZS Kraków (1910-1912),
- Żydowsko-Robotniczy Klub Sportowy Jugend Kraków (1910), od 1914 – Młodość
- KS Krakus (1910-1912),
- Polonia Kraków (1911),
- Lauda Kraków (1911) – filia Wisły,
- Robotniczy Klub Sportowy Kraków (1911)
- Podgórze Kraków (1912) – powstał z części piłkarzy KS Krakus
- Sparta Kraków (1912) – powstała z byłych zawodników rozwiązanego AZSu Kraków i części graczy KS Krakus
- Jutrzenka Kraków (1912)

Poza Lwowem i Krakowem także w pozostałych miastach Galicji powstawały kluby piłkarskie. Należały do nich m.in.: Wisłoka Dębica, Sandecja Nowy Sącz, Polonia Przemyśl, Resovia Rzeszów, Rewera Stanisławów, Pogoń Stryj, Tarnovia Tarnów, Czarni 1910 Jasło czy Wadowickie Koło Sportowe.

#### Zabór pruski
Wielkopolska
Pionierską rolę w historii polskiej piłki nożnej w Wielkopolsce odegrał GKS Venetia założony z inicjatywy młodzieży gimnazjalnej w 1908 roku w Ostrowie. Lokalnym polskim rywalem Venetii była istniejąca od 1909 roku Ostrovia skupiająca głównie młodzież rzemieślniczą. 15 czerwca 1912 powstała Warta Poznań, następnie 7 stycznia 1913 – Pierwszy Polski Klub Sportowy Posnania. Już kilkanaście dni później, 20 stycznia 1913, te dwa poznańskie kluby powołują do życia Związek Polskich Towarzystw Sportowych, do którego przystąpiła również Ostrovia. W I Mistrzostwach Wielkopolski w 1913 r. zwyciężyła Warta. Pod koniec tego roku powstał kolejny polski klub piłkarski – Sparta Poznań, w następnym dalsze: Pogoń Poznań i Fervor Kościan (dzisiejsza Obra Kościan). Z powodu wybuchu wojny nie dokończono rozgrywek II Mistrzostw Wielkopolski, jednak wojna nie przeszkodziła w powstaniu nowych klubów. W 1915 powstały: Polonia Leszno, Unia Poznań, Koło Sportowe w Kępnie i Stella Gniezno, w 1916 Kolumbia Grodzisk.
Pomorze Gdańskie (Prusy Zachodnie)
Na ziemiach tych przed 1918 nie istniał żaden w pełni polski klub piłkarski. Polacy grali jedynie sporadycznie w istniejących na tym terenie klubach niemieckich.

#### Zabór rosyjski
W Warszawie w piłkę nożną zaczęto grać ok. 1905 w Ogrodach im. Raua pod okiem instruktorów. W 1907 roku powstało Warszawskie Koło Sportowe, którego celem było upowszechnianie takich dyscyplin jak: palant, piłka nożna, tenis. W 1909 w ramach koła powołano Sekcję Gier Ruchowych, w której drużyny szkolne rywalizowały ze sobą w turniejach piłkarskich. W latach 1909–1911 w ramach WKSu założone zostały Korona, Merkury, Syrena i Stella. W 1912 roku na skutek fuzji Merkurego, Stelli, Sparty i Varsovii powstała Polonia Warszawa.
Pierwszym w Łodzi polskim klubem piłkarskim była, powstała w 1908 roku, Łodzianka.

W 1910 rozegrano pierwszy turniej piłkarski o mistrzostwo Łodzi, w którym ŁKS zajął drugie miejsce z czterech występujących drużyn. W roku 1911 polski klub był trzeci na 7 ekip. Od roku 1912, od trzecich mistrzostw Łodzi zaznaczył się prymat ŁKS w tych rozgrywkach: klub ten zwyciężył przed FC Victoria, ST Achilles, TV Kraft, Newcastle, Touring Club, Widzewską Manufakturą (nie mylić z Widzewem Łódź) i SS Union. W dwóch kolejnych edycjach turnieju w 1913 i 1914 roku także zwyciężał ŁKS.

#### Spotkania międzyzaborowe
Z powodu podziału terytorium Rzeczypospolitej pomiędzy trzech zaborców spotkania pomiędzy polskimi drużynami były utrudnione. Należały do nich sporadyczne mecze reprezentacji miast rozgrywane pomiędzy sobą, mecze reprezentacja miasta przeciw klubowi lub międzymiastowe spotkania klubów piłkarskich. Miały one charakter jedynie towarzyski. Rozegrano m.in.:
- 1909: Warszawskie Koło Sportowe – Wisła Kraków 0:7
- 1910: Warszawskie Koło Sportowe – Cracovia 1:2
- 1910: Korona Warszawa – Cracovia 0:10
- 1910: Borussia Mysłowice – Cracovia II 3:5
- 1910: Borussia Mysłowice – Robotniczy Klub Sportowy Kraków 2:3
- 1911: Borussia Mysłowice – Polonia Kraków 1:3
- 1911: Cracovia – reprezentacja Królestwa Polskiego 5:2
- 1911: Cracovia – reprezentacja Królestwa Polskiego 12:0
- 1910: Warszawskie Koło Sportowe – Lauda Kraków 0:4
- 1912: reprezentacja Warszawy – Pogoń Lwów 2:6
- 1912: Borussia Mysłowice – Polonia Kraków 3:0
- 1912: reprezentacja Łodzi – Polonia Kraków 3:1
- 1912: ŁKS Łódź – AZS Kraków 1:5
- 1913: Turyści Łódź – Wisła Kraków 2:2
- 1913: ŁKS Łódź – Wisła Kraków 2:4
- 1913: reprezentacja Łodzi – Wisła Kraków 1:9
- 1913: ŁKS Łódź – Makkabi Kraków 1:1
- 1913: reprezentacja Łodzi – Makkabi Kraków 5:5
- 1913: Wisła Kraków – reprezentacja Poznania 4:0
- 1913: Wisła Kraków – reprezentacja Poznania 9:2
- 1914: reprezentacja Łodzi – Wisła Kraków 6:2
- 1914: reprezentacja Łodzi – Wisła Kraków 4:5
- 1914: reprezentacja Łodzi – Wisła Kraków 1:1
- 1914: Czarni Lwów – Warta Poznań 5:2
- 1914: Czarni Lwów – Warta Poznań 4:0

### Po odzyskaniu niepodległości
Pierwsze rozgrywki okręgowe odbyły się w 1919 roku w Wielkopolsce. Zorganizował je Związek Polskich Towarzystw Sportowych. Mistrzem została Unia Poznań, która w powtórzonym meczu pokonała Wartę Poznań 4:1.

#### Klasa A (1920–1926)
W dniach 20–21 grudnia 1919 odbył się w Warszawie "1. zjazd 31 polskich klubów piłki nożnej" (zgromadzenie założycielsko-organizacyjne Polskiego Związku Piłki Nożnej), podczas którego m.in. dokonano podziału kraju na 5 okręgów piłkarskich (OZPN): krakowskiego, lwowskiego, łódzkiego, poznańskiego i warszawskiego oraz ogłoszono regulamin I Mistrzostw Polski (zaplanowanych na rok 1920). Według poczynionych ustaleń rozgrywki miały odbyć się w cyklu wiosna-jesień, na dwóch szczeblach rozgrywkowych (Klasach A i Klasach B), w dwóch rundach – na wiosnę rozgrywki eliminacyjne miały wyłonić mistrzów pięciu okręgów piłkarskich (krakowskiego, lwowskiego, łódzkiego, poznańskiego i warszawskiego), którzy jesienią rozgrywaliby między sobą turniej finałowy o tytuł Mistrza Polski (zaplanowano go na termin od 29 sierpnia 1920 do 31 października 1920, jednak ze względu na trwającą wojnę polsko-bolszewicką musiano go odwołać). Do rozgrywek pierwszej fazy mistrzostw Polski, w pięciu okręgowych klasach A, dopuszczono łącznie 19 zespołów, które dla wyłonienia mistrzów każdego okręgu miały rozegrać w sumie 58 meczów (we wszystkich okręgach planowano grać „każdy z każdym, mecz i rewanż”). Pełną fazę eliminacyjną klasy A przeprowadzono jedynie w okręgu krakowskim, w którym odbyły się wszystkie z zaplanowanych 12 spotkań. Rozgrywki zainaugurowano tam 25 kwietnia 1920, a zakończono 29 czerwca 1920, natomiast mistrzem została Cracovia. Plany w czterech pozostałych okręgach pokrzyżowała trwająca wojna polsko-bolszewicka. Zmagania w okręgu poznańskim prowadzono od 9 maja 1920, a udało się rozegrać 16 z 20 zaplanowanych pojedynków. W okręgu lwowskim walczono od 6 czerwca 1920, ale rozegrano tylko 2 z 12 meczów. W okręgach: łódzkim oraz warszawskim rozgrywek nawet nie zainaugurowano.
II Mistrzostwa Polski rozegrano w 1921 i była to pierwsza edycja dokończona (zakończona wyłonieniem mistrza kraju). Do finałów klasy A weszło 5 najlepszych drużyn poszczególnych okręgów: Cracovia, Pogoń Lwów, Warta Poznań, ŁKS Łódź oraz Polonia Warszawa. Pierwszym Mistrzem Polski została drużyna Cracovii, tracąc jedynie jeden punkt w rozgrywkach szczebla ogólnopolskiego. Wicemistrzem została warszawska Polonia Warszawa, trzecia była Warta Poznań, czwarta Pogoń Lwów a piąty ŁKS. W rozgrywkach centralnych klasy B wzięły udział tylko 4 drużyny: Cracovia II, Pogoń II Lwów, AZS Warszawa i Union Łódź. Zwyciężyła w nich również drużyna z Krakowa. W następnych latach ze względu na wysokie koszty, zrezygnowano z rozgrywek centralnych w klasie B.
W 1922, na 3. Walnym Zgromadzeniu PZPN, w poczet jego członków przyjęto trzy kolejne Okręgowe Związki Piłki Nożnej (OZPN): Górnośląski, Lubelski i Wileński w związku z czym, zwiększono liczbę drużyn walczących na szczeblu centralnym o tytuł mistrza Polski z 5 do 8 oraz utworzono dwie grupy eliminacyjne: północną i południową. W rozgrywkach grupy północnej spotkały się drużyny Polonii Warszawa, ŁKSu Łódź, Warty Poznań i Strzelca Wilno (22 p.p.), w południowej zaś Cracovii, Pogoni Lwów, Ruchu Hajduki i WKS Lublin. Mistrzem grupy północnej została Warta, południowej – Pogoń. Tytuł Mistrza Polski w 1922 roku wywalczyła Pogoń Lwów pokonując w dwumeczu finałowym poznańską Wartę.
W 1923, na 4. Walnym Zgromadzeniu PZPN, w poczet jego członków przyjęto Toruński OZPN (wydzielony z okręgu poznańskiego), a rozgrywki centralne postanowiono przeprowadzić w dwóch grupach – tym razem wschodniej i zachodniej. W grupie wschodniej mistrzem została Pogoń Lwów, tytuł wicemistrzowski przypadł Polonii Warszawa, trzecie miejsce zajęła drużyna Lauda Wilno a czwarty był WKS Lublin. Grupę zachodnią zwyciężyła Wisła Kraków, druga była Warta Poznań, trzeci – ŁKS, czwarte miejsce zajął reprezentant Śląska – Iskra Siemianowice. W dwóch meczach finałowych pomiędzy Pogonią a Wisłą nie uzyskano rozstrzygnięcia (mecz we Lwowie wygrała Pogoń 3:0, natomiast w Krakowie – Wisła 2:1). Do trzeciego, rozstrzygającego, spotkania doszło na terenie neutralnym, w Warszawie. Tytuł Mistrza Polski 1923 roku obroniła Pogoń Lwów wygrywając mecz po dogrywce – 2:1 (1:1 w normalnym czasie gry).
W 1924 odstąpiono od rozgrywania mistrzostw Polski ze względu na przygotowania reprezentacji do występu na Letnich Igrzyskach Olimpijskich w Paryżu.
Rok 1925 przyniósł kolejną modyfikację w systemie wyłaniania Mistrza Polski w piłce nożnej. W fazie finałowej mistrzów dziewięciu okręgów podzielono na trzy grupy po trzy drużyny, grające dwurundowym systemem "każdy z każdym". Zwycięzcy grup stworzyli grupę finałową grającą tym samym systemem. Kolejność w grupie finałowej decydowała o kolejności w Mistrzostwach Polski w piłce nożnej 1925:
- Grupa południowa:Wisła Kraków, ŁKS Łódź, AKS Chorzów
- Grupa północna: Warta Poznań, TKS Toruń, Polonia Warszawa
- Grupa wschodnia: Pogoń Lwów, WKS Pogoń Wilno, KS Lublinianka
- Grupa finałowa: Pogoń Lwów, Warta Poznań, Wisła Kraków

W 1926 obowiązywał system rozgrywek z poprzedniego roku. Skład poszczególnych grup był następujący:
- Grupa zachodnia: Warta Poznań, Turyści Łódź, Ruch Hajduki Wielkie
- Grupa północna: Polonia Warszawa, TKS Toruń, 1. pp Wilno
- Grupa południowa: Pogoń Lwów, Cracovia, KS Lublinianka
- Grupa finałowa: Pogoń Lwów, Polonia Warszawa, Warta Poznań

#### 1927 czyli rozłam w polskiej piłce nożnej
Wskutek licznych zastrzeżeń odnośnie do systemu rozgrywek PZPN o tytuł piłkarskiego Mistrza Polski obowiązującego w latach 1921–1926, z inicjatywy lwowskich klubów piłkarskich: Pogoni, Czarnych i Hasmonei w grudniu 1926 roku doszło w Krakowie do konferencji porozumiewawczej 13 polskich klubów piłkarskich. Oprócz klubów ze Lwowa wzięły w niej udział: Polonia, Legia i Warszawianka z Warszawy, Warta Poznań, ŁKS i Turyści (Union Touring) z Łodzi, Wisła Kraków, 1. FC Katowice, Ruch Chorzów oraz TKS Toruń.

W efekcie postanowień konferencji, 6 stycznia 1927 roku powołano do życia ogólnokrajową Polską Ligę Piłki Nożnej zwaną wówczas Ligą. Powstała ona bez zgody Polskiego Związku Piłki Nożnej, a jej triumfator otrzymał tytuł mistrza ligi. PZPN, jak w poprzednich latach, zorganizował  oficjalne nieligowe Mistrzostwa Polski. Z tego powodu udziału w Lidze odmówiła Cracovia uważana wówczas za jeden z najsilniejszych polskich klubów. Wzięła ona udział w oficjalnych rozgrywkach – kadłubowych z braku innych najlepszych drużyn, których ostatecznie nie dokończono nie przeprowadzając finałów. Na jej miejsce do ligi dokooptowano Jutrzenkę Kraków. 18 grudnia 1927, a więc już po zakończeniu rozgrywek, PZPN ustąpił i zaakceptował od nowego sezonu system ligowy. Cracovię dołączono do Ligi w następnym sezonie.

### Po II wojnie światowej
W latach 1946 i 1947 mistrzów kraju wyłoniono systemem nieligowym. W roku 1945 wszystkie kluby - niezależnie od prezentowanego poziomu i ligi, w której grały przed wojną - wystąpiły w lokalnych eliminacjach do klasy A. W 1946 rozegrano rozgrywki w regionalnych klasach A, mistrzowie tych rozgrywek spotkali się w finałach mistrzostw polski granych systemem pucharowym. Pierwszym po wojnie (1946) mistrzem Polski został "klub ze spalonego miasta" – Polonia Warszawa.
Sezon 1947 miał na celu zarówno wyłonienie mistrza kraju, jak i stanowił eliminacje do reaktywowanych rozgrywek ligowych. 28 najlepszych klubów z klas A z zeszłego roku (od 1 do 3 z każdego okręgu) zagrało całoroczne rozgrywki w trzech grupach (i nie występowało w regionalnych rozgrywkach). De facto były to zatem rozgrywki ligowe. Zwycięzcy grup spotkali się potem w grupie finałowej. Jednocześnie zajęcie miejsc 1-3 w grupach dawało prawo gry w ekstraklasie w następnym sezonie. Równolegle rozgrywano rozgrywki a klasach A, ich mistrzowie spotkali się w barażach wyłaniających kolejnych uczestników ligi na następny sezon. I ligę reaktywowano w sezonie 1948.
4 lutego 1951 - podczas 35. Walnego Zgromadzenia PZPN w Warszawie - podjęto uchwałę, by - wzorem Związku Radzieckiego - wyniki trwającej edycji Pucharu Polski (już po tym jak z rywalizacji odpadły dwa kluby ekstraklasy: Górnik Radlin i Lech Poznań) uznać za mistrzostwa Polski, zaś zdobywcy pucharu przyznać jednocześnie tytuł mistrza kraju. Stało się to po raz pierwszy i jedyny w historii rodzimej piłki.

### Zwycięzcy nieligowych mistrzostw w Polsce
| Sezon |                       |                  |                                |
| ----- | --------------------- | ---------------- | ------------------------------ |
| 1920  | nie rozegrano finałów |                  |                                |
| 1921  | Cracovia (1)          | Polonia Warszawa | Warta Poznań                   |
| 1922  | Pogoń Lwów (1)        | Warta Poznań     | Cracovia, ŁKS Łódź             |
| 1923  | Pogoń Lwów (2)        | Wisła Kraków     | Polonia Warszawa, Warta Poznań |
| 1925  | Pogoń Lwów (3)        | Warta Poznań     | Wisła Kraków                   |
| 1926  | Pogoń Lwów (4)        | Polonia Warszawa | Warta Poznań                   |
| 1927  | nie rozegrano finałów |                  |                                |
| 1946  | Polonia Warszawa (1)  | Warta Poznań     | AKS Chorzów                    |
| 1947  | Warta Poznań (2)      | Wisła Kraków     | AKS Chorzów                    |
| 1951  | Ruch Chorzów (6)      | Wisła Kraków     | AKS Chorzów, Polonia Warszawa  |